# 시드니 대학교
시드니 대학교(The University of Sydney)는 1850년에 설립된 호주에서 가장 오래되고 규모가 큰 대학이다. 시드니에 위치하고 있다. 세계 최상위권 명문대학 중 하나로 평가된다. 5명의 노벨상 수상자와 2명의 Crafoord 수상자, 8명의 호주 총리를 배출하였다. 호주 내 8개 주요 연구 중심 대학모임인 그룹 오브 에이트에 소속되어 있다. 2022년 기준으로 6만 9,200명의 학생이 재학 중이고, 8,483명의 교직원이 근무하고 있다.

## 캠퍼스
시드니대학교는 여러 개의 캠퍼스를 갖고 있으며, 계속 확장을 거듭하고 있다. 이외에도, 최근까지 시드니 현대 미술관도 운영하고 있다.
2007년 기준으로 캠퍼스는 다음과 같다.

### 캠퍼다운/달링톤 본교 캠퍼스

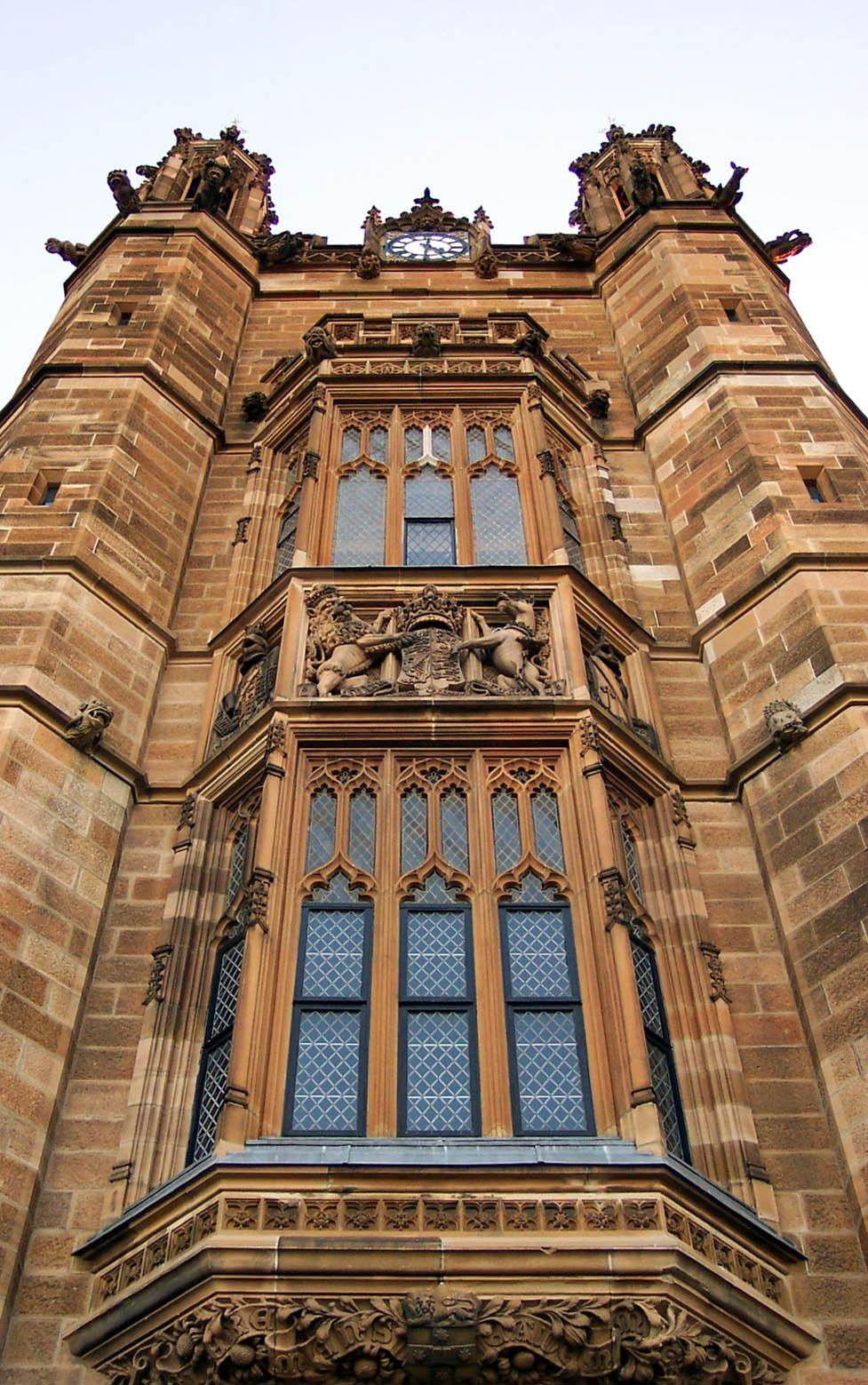
메인 콰드랭글 오른편의 시계탑

캠퍼다운 캠퍼스는 시에서 3 km 정도 떨어져 있다. 원래는, 현재의 시드니 그래머 학교가 있는 곳이었고, 그로스 농장이 있던 곳이었다. 건축가인 에드먼드 블라켓이 사암 자재를 쓴 신고딕 양식의 콰드랭글과 그레이트 타워 건물을 설계하였고, 1862년에 완공하였다.
웬트워스, 매닝, 홈 빌딩을 시드니 대학 학생회가 쓰고 있다. 이 건물의 많은 부분은 음식료 판매점이 차지하고 있으며, 오락실, 주점 등이 들어서 있다.

### 말렛 가 캠퍼스
말렛 가 캠퍼스(The Mallett Street campus)에는 간호학과 캠퍼스가 있다. 2008년부터, 간호학과 학부 과정은 소멸하였다. 간호학 석사 과정(Master of Nursing program)이 설치되어, 2006년부터 학생들을 받기 시작하였다. 기타 간호학 복수 전공 과정도 신설되었다.

### 컴버랜드 캠퍼스
물리 치료 학과, 언어 치료 학과, 방사선 학과 등이 위치한다.

### 시드니 로스쿨
이스턴 가의 새로운 로스쿨 건물이 2009년 완공되었으며, 현재 그곳으로 법학과가 이전되어있다.

## 시드니 대학 도서관
시드니 대학교 도서관은 중앙도서관인 Fisher Library와 여러 캠퍼스에 위치한 10개의 도서관들로 구성되어 있다. Fisher Library는 남반구에서 가장 규모가 큰 도서관이며, 2007년 소장도서가 대략 오백만에 근접하는 책과 삼십만 권의 전자 책으로 합하여 약 오백 삼십만 부로 구성되어 있다고 전한다. 희귀본 도서중에는 '바마바스의 복음'의 현존하는 두개의 복사 본중에 한 본과 아이작 뉴톤의 '자연 철학의 수학적 원리'의 초판을 포함하여 극히 진귀한 책들을 소장한다.

## 같이 보기
- 오스트레일리아의 대학 목록